# Sacha Schneider
Sacha Schneider (23 giugno 1972) è un ex calciatore lussemburghese, di ruolo centrocampista.

## Carriera

### Club
Ha giocato nella massima serie lussemburghese con Grevenmacher e Jeunesse Esch.

### Nazionale
Dal 1993 al 2003 ha giocato 27 partite con la Nazionale lussemburghese.